# Contea di Columbiana
La contea di Columbiana ( in inglese Columbiana County ) è una contea dello Stato dell'Ohio, negli Stati Uniti. La popolazione al censimento del 2000 era di 112 075 abitanti. Il capoluogo di contea è Lisbon.

## Altre città
- East Liverpool